# Švihovský mlýn
Švihovský mlýn (Tylův) ve Švihově v okrese Klatovy je vodní mlýn, který stojí jižně od náměstí poblíž hradu Švihov na řece Úhlava. Od roku 2020 je chráněn jako nemovitá kulturní památka České republiky.

## Historie
Mlýn, původně panský a staršího založení, je připomínán k roku 1700. Od roku 1841 byl v držení rodiny Tylovy.
V roce 1901 vyhořel a poté byl v letech 1910–1912 obnoven a upraven na moderní poloautomatický mlýn s elektrárnou. Zároveň byla postavena nová mohutná čtyřpodlažní budova mlýnice a došlo i k úpravě a rozšíření klasicistního obytného stavení a hospodářských budov.

## Popis
Voda na vodní kolo vedla náhonem napájeným vodou z hradního příkopu.